# U-Bahnhof Kaulbachplatz
Der U-Bahnhof Kaulbachplatz (Abkürzung: KA) ist der 45. U-Bahnhof der Nürnberger U-Bahn und wurde am 10. Dezember 2011 eröffnet. Er ist 453 m vom U-Bahnhof Maxfeld und 553 m vom U-Bahnhof Friedrich-Ebert-Platz entfernt und wird von der Linie U3 bedient. Der Kaulbachplatz ist nach dem Münchener Historienmaler und Akademiedirektor Wilhelm von Kaulbach (1804–1874) benannt. Täglich wird er von rund 7.500 Fahrgästen genutzt (Mo–Fr, 2019).

## Lage

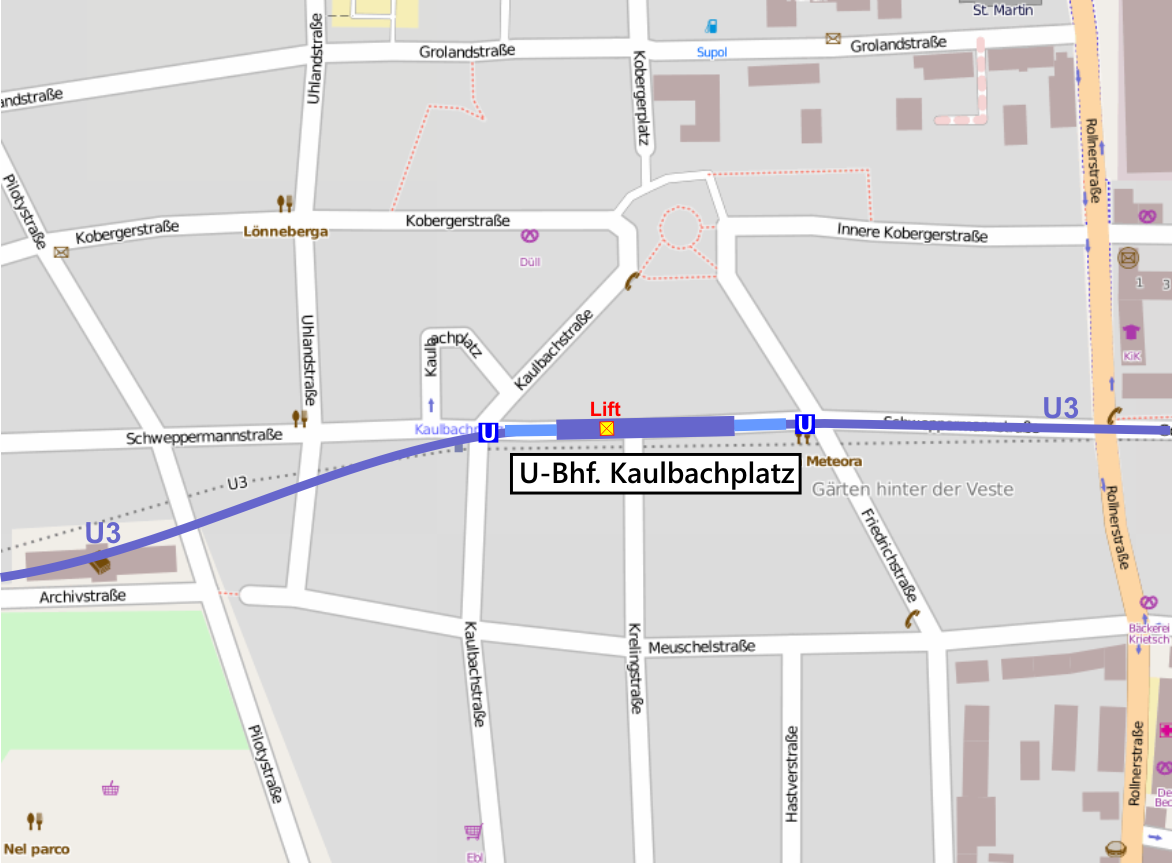
Lageplan U-Bhf. Kaulbachplatz

Der Bahnhof liegt im Nürnberger Stadtteil Gärten hinter der Veste und erstreckt sich unterirdisch in Ost-West-Ausrichtung unter der Schweppermannstraße zwischen Friedrich- und Kaulbachstraße. Die Ausgänge an beiden Bahnsteigköpfen führen direkt zur Straßenoberfläche und befinden sich an der Kreuzung der Schweppermannstraße mit der Friedrich- bzw. der Kaulbachstraße. Vom westlichen Bahnsteigkopf führt ein Aufzug an die Oberfläche nordwestlich der Einmündung Schweppermann-/ Krelingstraße.
In direkter Umgebung des Bahnhofs in der Krelingstraße 50 befindet sich die Bundesfinanzdirektion Süd-Ost und die Nürnberger Dienststelle des Bayerischen Landesamts für Steuern.

## Bauwerk und Architektur

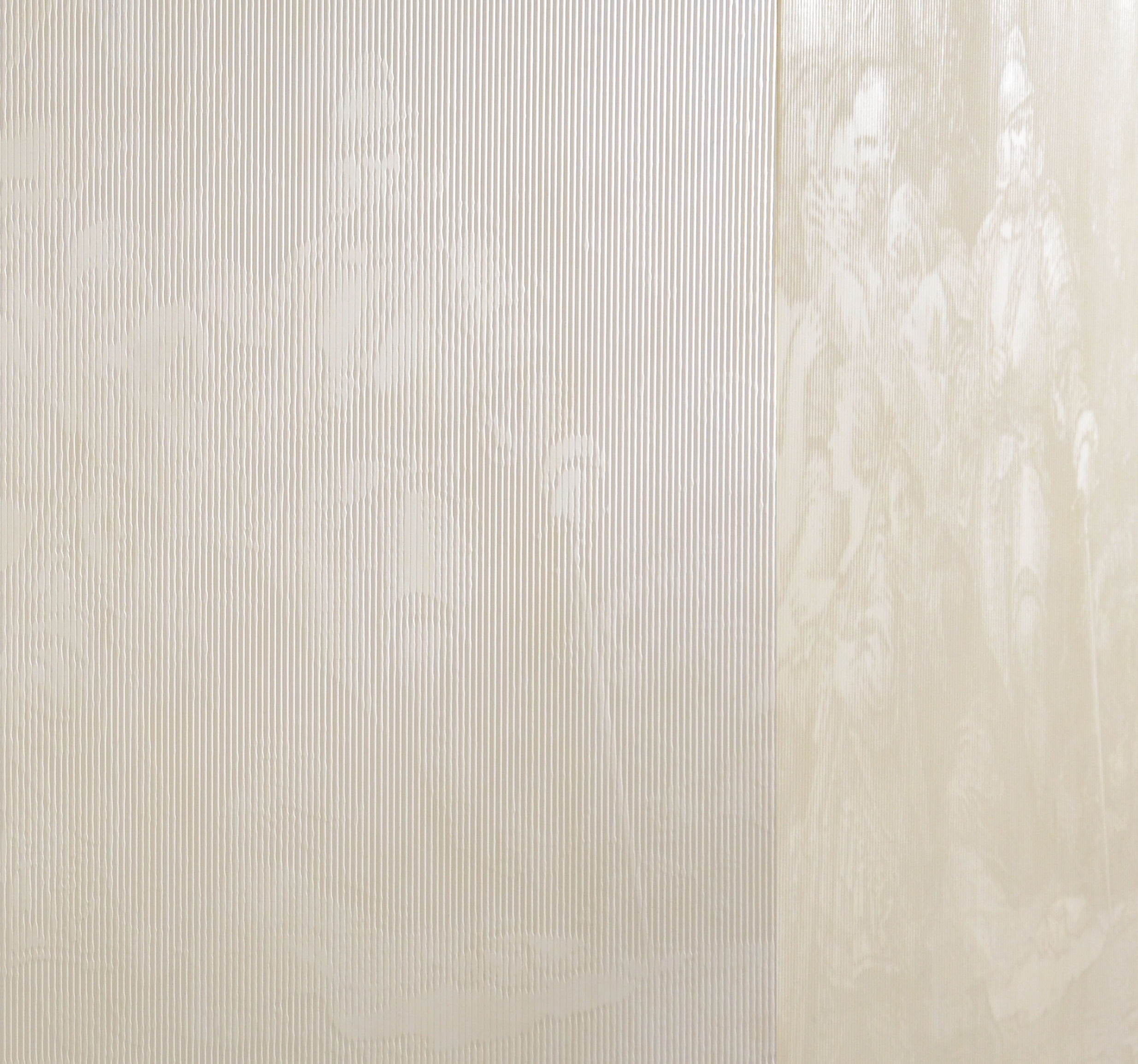
Verschiedene Blickwinkel (links: frontal, rechts: seitlich) auf ein in Beton-Schattenwurf-Technik präsentiertes Wandgemälde im U-Bahnhof Kaulbachplatz

Die Bauarbeiten für das 242 m lange und 8 m tiefe Bahnhofsbauwerk begannen im Juni 2007 und wurden in offener Bauweise mit anschließender Deckelung ausgeführt.
Mit der architektonischen Gestaltung wurde das Architekturbüro Haid+Partner beauftragt.
An der Oberfläche zeigt sich der Bahnhof mit zwei überdachten Zugängen für Treppen und Rolltreppen und einem Aufzugspavillon. Diese Bauwerke sind in organischen Formen mit Glasdächern und seitlichen Wandscheiben aus schwarzem Designbeton mit ovalen Fenstern ausgeführt, die Architektur versucht sich in einer zeitgemäßen Interpretation des Jugendstils und versteht sich damit wohl als Reverenz an die Jugendstilbebauung der unmittelbaren Umgebung.
Künstlerisches Gestaltungsmerkmal sind Wiedergaben von Bildern Kaulbachs und anderer Maler in Beton-Schattenwurf-Technik: Die Bilder sind nur dann sichtbar, wenn man seitlich zum Bild steht; dann wird durch den Schattenwurf, der durch auf der anderen Seite angebrachte Lichtquellen hervorgerufen wird, die Darstellung erkennbar. Die dort wiedergegebenen Bilder sind:
- Wilhelm von Kaulbach (1805–1874): Dürers Vermählung mit Agnes Frey, 1828
- Herrmann Kaulbach (1846–1909): Die beiden Töchter des Künstlers, 1880
- August von Kreling (1819–1876): Erwin von Steinbach (oder: Die Erfindung der Gotik), 1849 – sowie
  - Szene aus der Belagerung von Magdeburg im Jahr 1631, vor 1876
  - Entwurf zu einem Brunnen auf dem Egidienberg, 1857
  - Krönung Ludwigs des Bayern in Rom 1328, o. J.
  - Die Gewinnung und die Segnungen des Gaslichts, 1864/67
- Carl Theodor von Piloty: Seni vor der Leiche Wallensteins, 1855

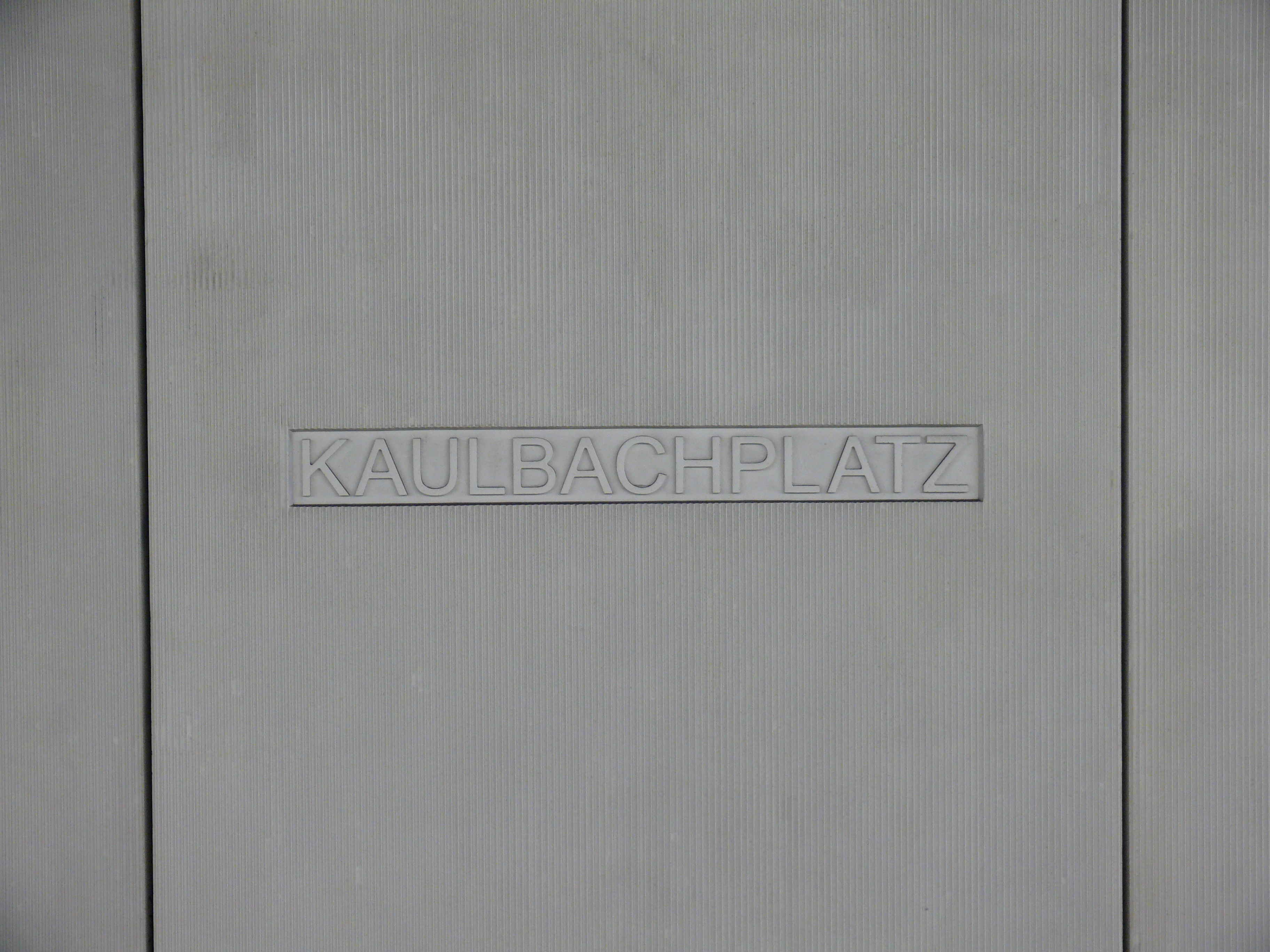
Stationsname an den Bahnsteigwänden
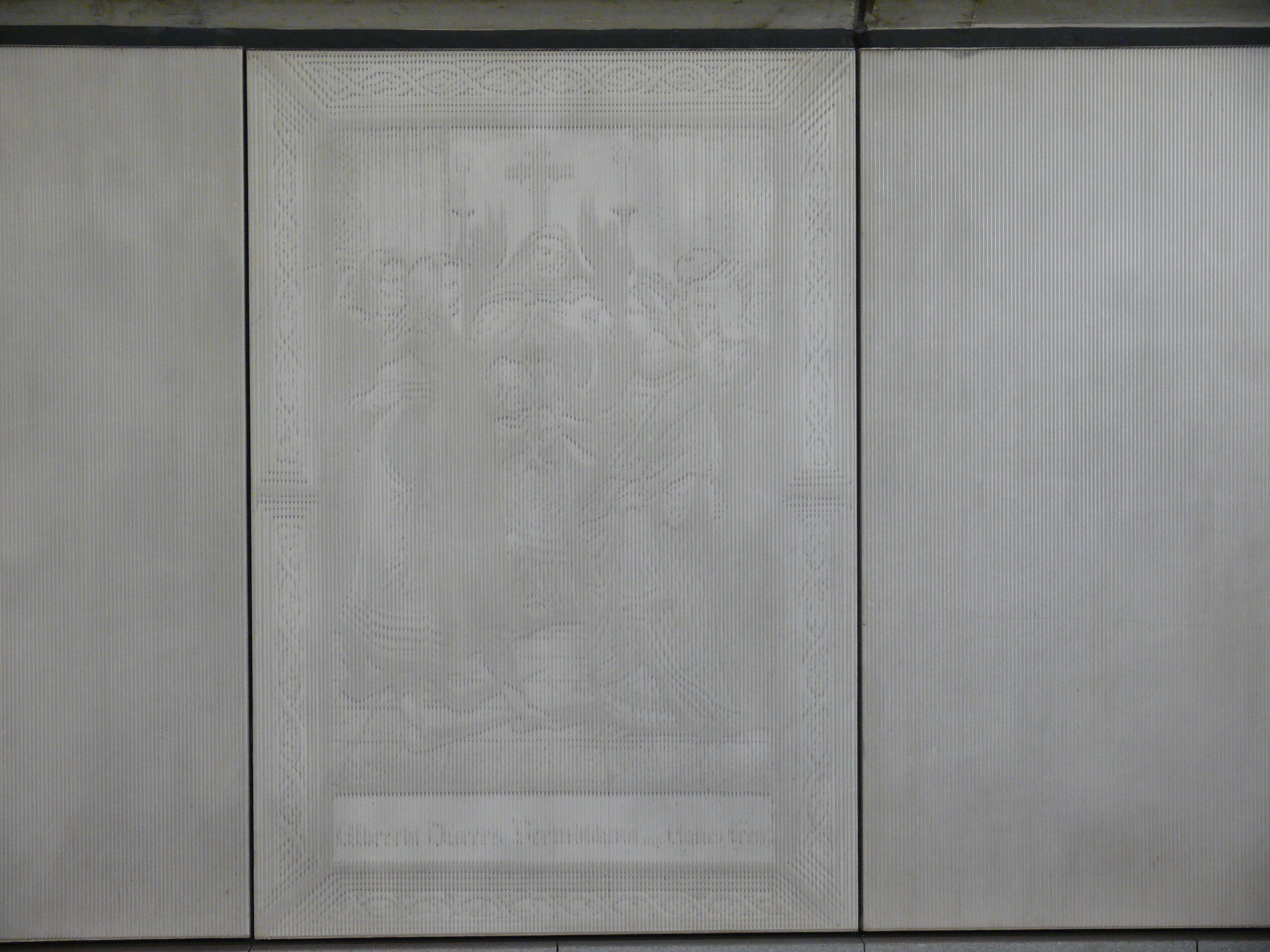
Bild in Beton-Schattenwurf-Technik
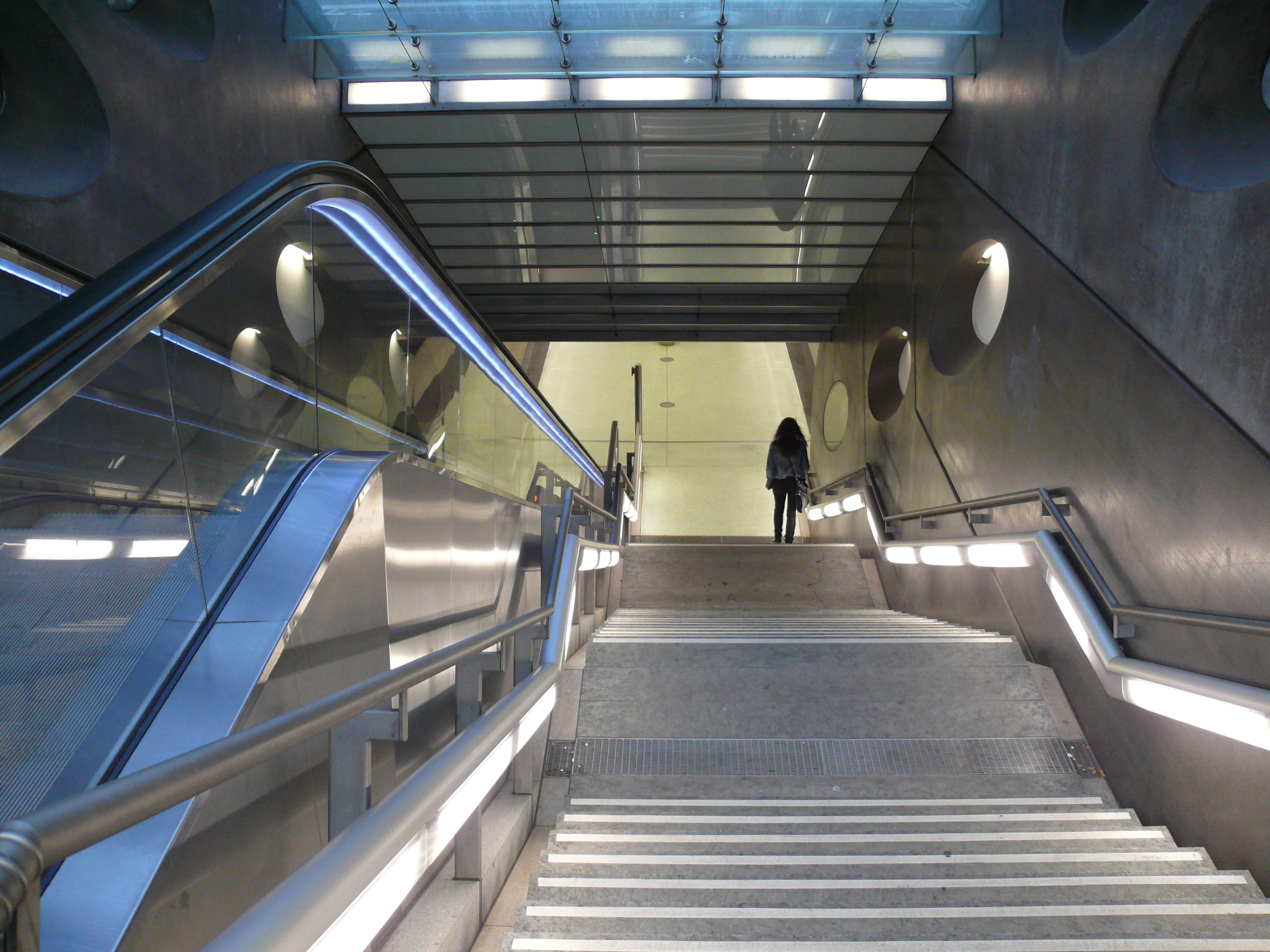
Abgang von der Oberfläche zur Bahnsteigebene
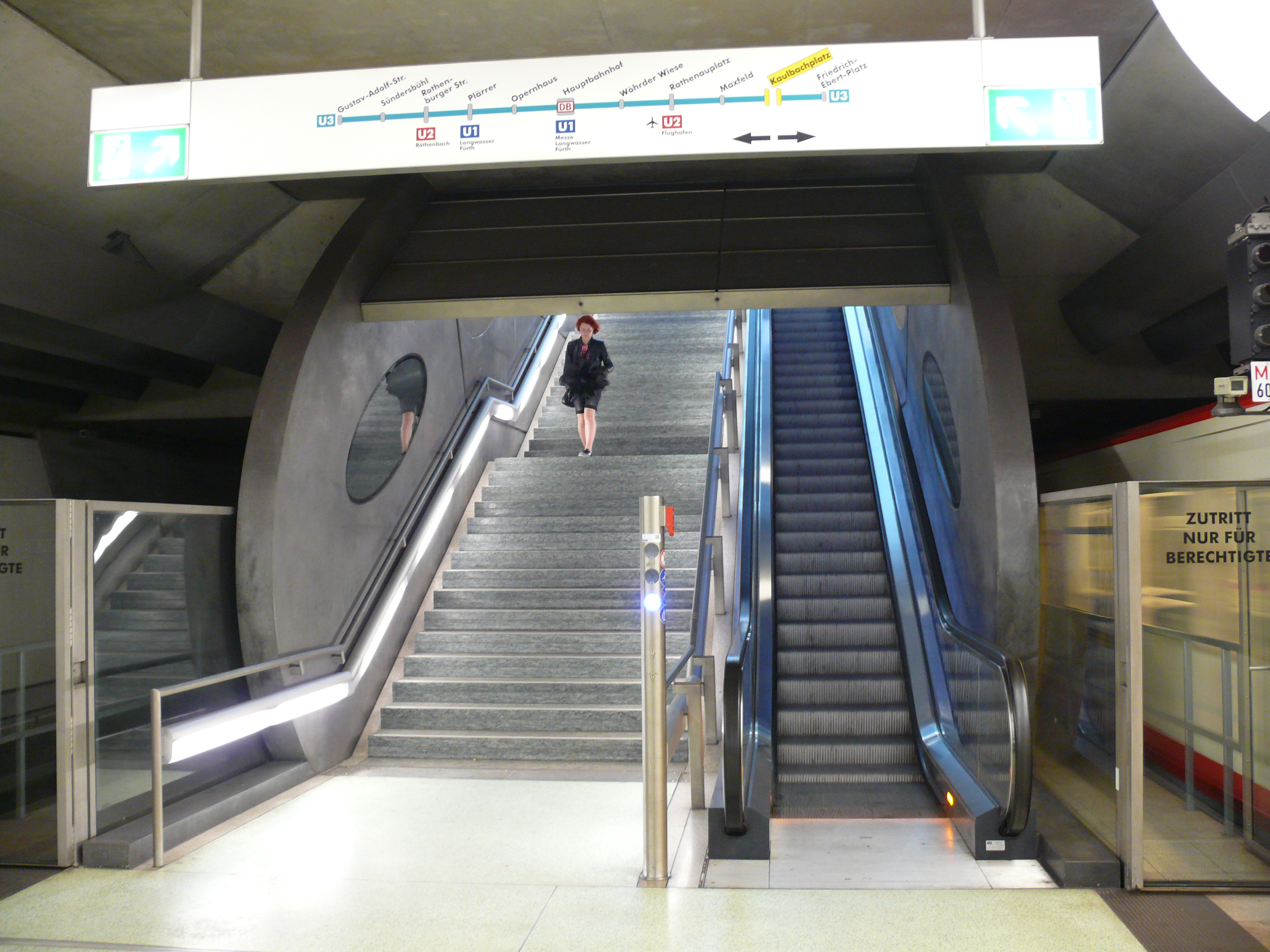
Aufgang von der Bahnsteigebene zur Oberfläche
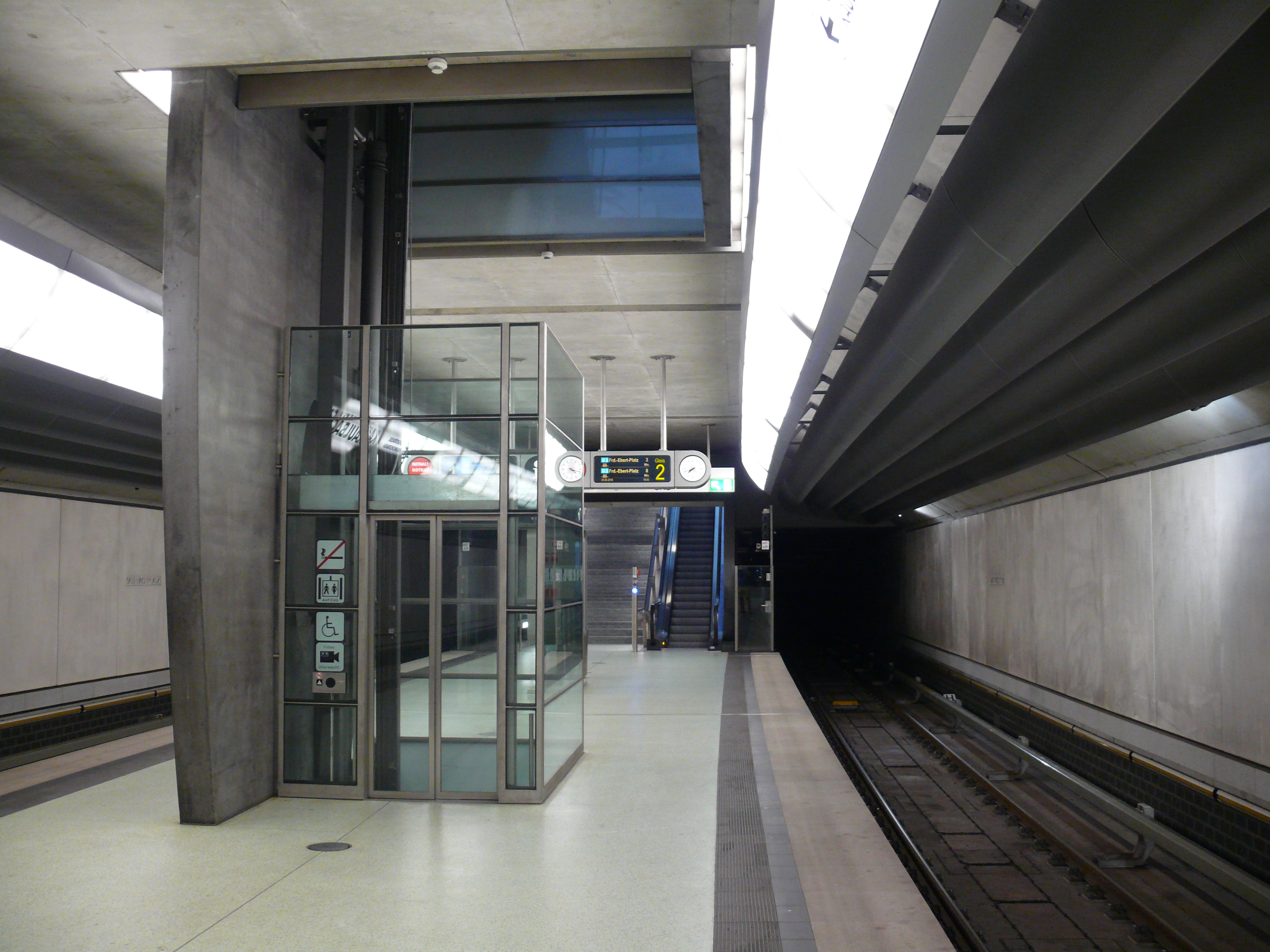
Aufzug samt Schacht
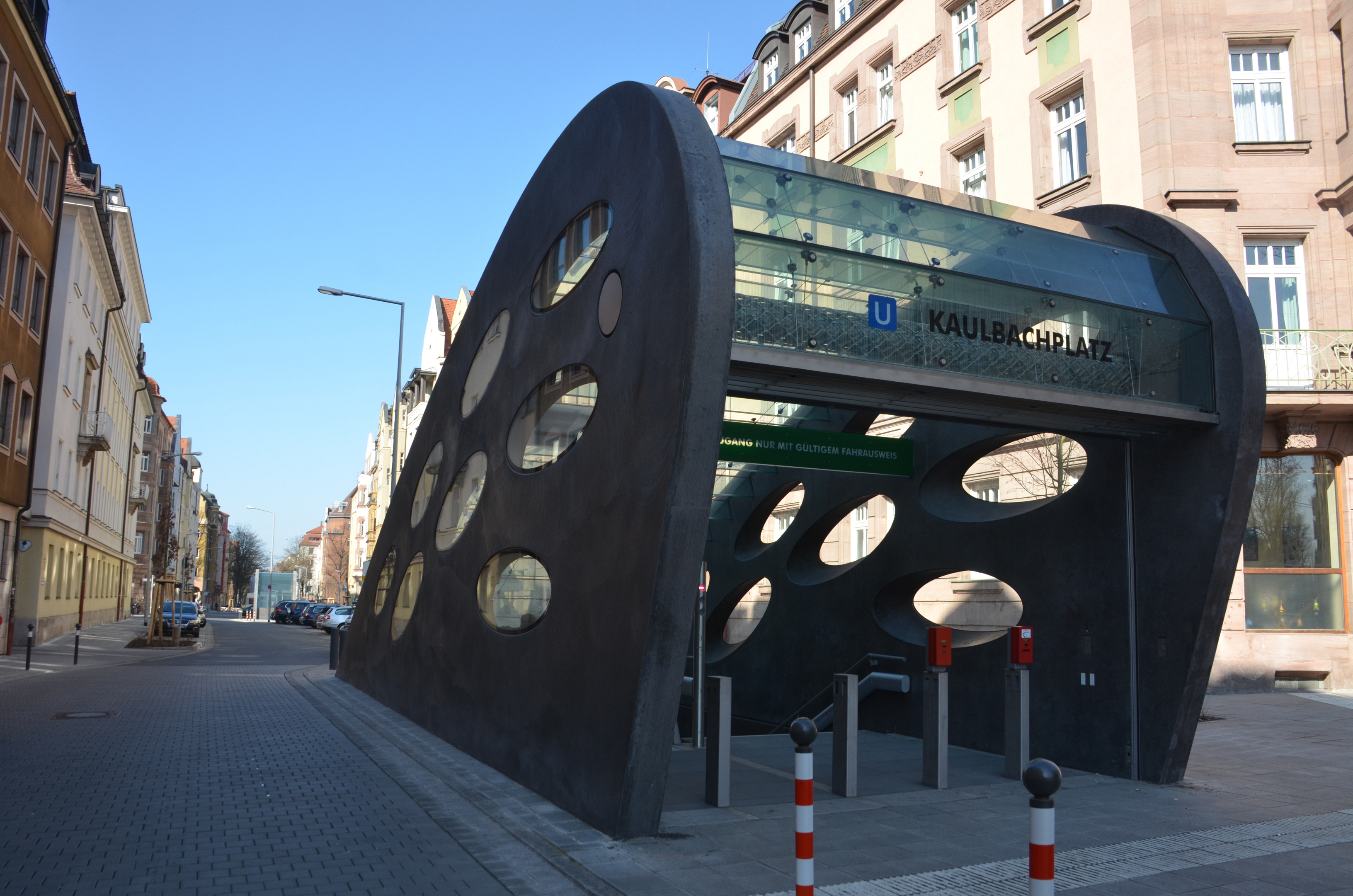
Ausgang Friedrichstraße

## Linien
Der Bahnhof wird von der Linie U3 bedient.
| Linie | Verlauf | Takt                                             |
| ----- | --- | ------------------------------------------------ |
| U3    | Großreuth bei Schweinau – Gustav-Adolf-Straße – Sündersbühl – Rothenburger Straße – Plärrer – Opernhaus – Hauptbahnhof – Wöhrder Wiese – Rathenauplatz – Maxfeld – Kaulbachplatz – Friedrich-Ebert-Platz – Klinikum Nord – Nordwestring Stand: Fahrplanwechsel Dezember 2023 | 5 min 3–4 min (zur HVZ) 10 min (sonn-/feiertags) |